# Gare de Vervins
La gare de Vervins est une gare ferroviaire française de la ligne de La Plaine à Hirson et Anor (frontière), située sur le territoire de la commune de Vervins dans le département de l'Aisne en région Hauts-de-France.
Elle est mise en service en 1869 par la Compagnie des chemins de fer du Nord. Cette halte ferroviaire de la Société nationale des chemins de fer français (SNCF) est desservie par des trains TER Hauts-de-France.

## Situation ferroviaire
Établie à 147 m d'altitude, la gare de Vervins est située au point kilométrique (PK) 178,891 de la ligne de La Plaine à Hirson et Anor (frontière), entre les gares ouvertes de Marle-sur-Serre et de La Bouteille.
Elle est équipée d'un quai, pour la voie « Unique », qui dispose d'une longueur utile de 100 m.

## Histoire

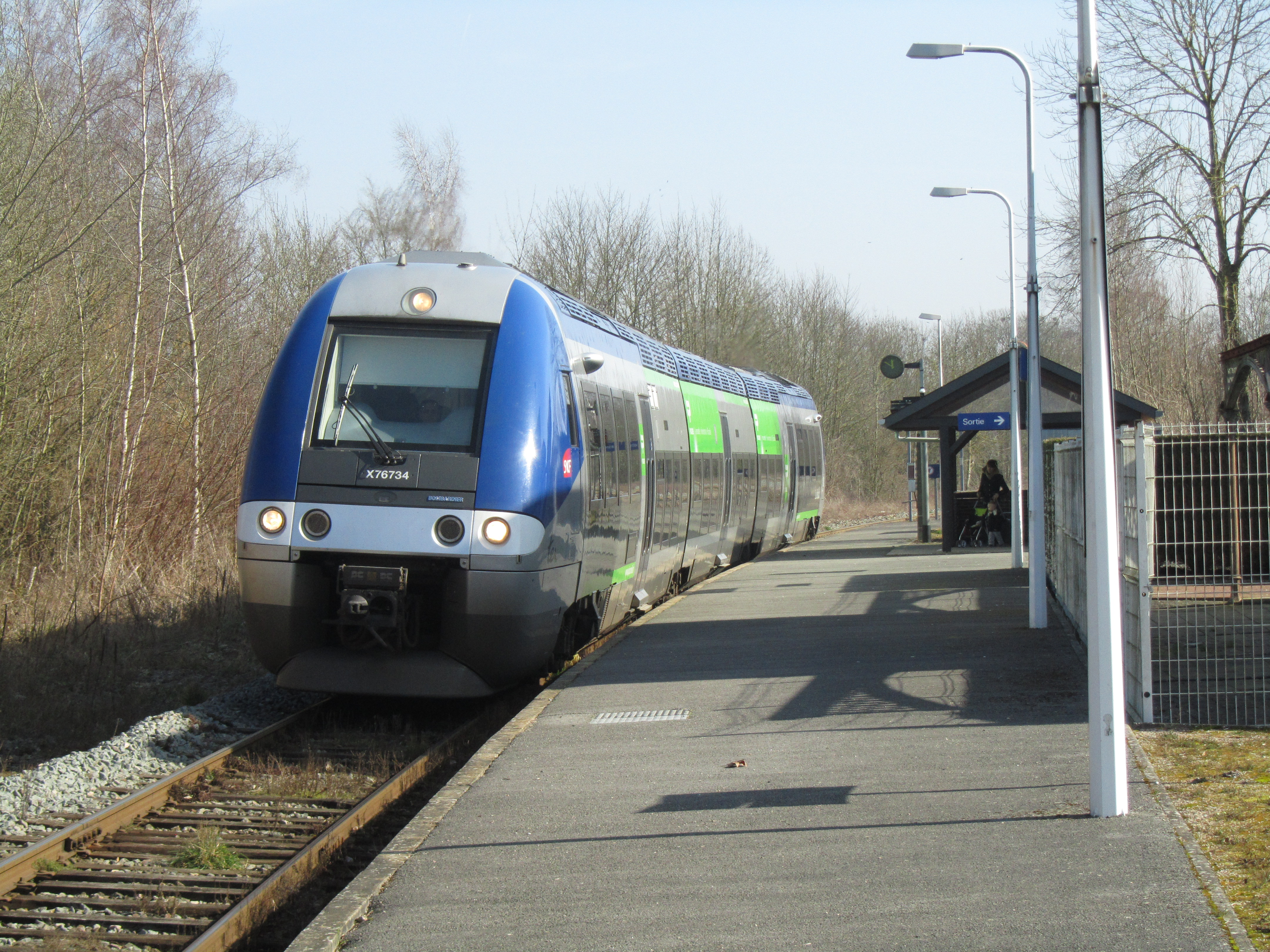
TER 49316 Hirson-Laon en gare de Vervins le 8 mars 2014

La gare de Vervins est mise en service le 30 octobre 1869 par la Compagnie des chemins de fer du Nord lorsqu'elle inaugure la section de Laon à Vervins de sa ligne de Soissons à la frontière Belge. Pendant la guerre franco-allemande de 1870, la halle à marchandises est incendiée et détruite. Le conflit a retardé la mise en service du tronçon suivant de Vervins à Hirson qui intervient le 25 juin 1871. 
Après la reconstruction de la halle, des voies de service et des plaques tournantes sont construites en 1876.
La Compagnie des chemins de fer départementaux de l'Aisne (CFA) met en service une gare d'échange à Vervins, lors de l'ouverture, en 1912, des sections de Wiège-Faty-Romery à Vervins et de Vervins à Brunehamel de sa ligne de Romery à Liart (voie métrique) ouverte dans sa totalité en 1913. Détruite pendant la Première Guerre mondiale, elle est reconstruite après le conflit, avec un écartement standard et elle est gérée par la Compagnie des chemins de fer secondaires du Nord-Est à partir de 1922.
Selon les estimations de la SNCF, la fréquentation annuelle de la gare figure dans le tableau ci-dessous.
| Année     | 2023   | 2022   | 2021   | 2020   | 2019   | 2018   | 2017   | 2016   | 2015   |
| --------- | ------ | ------ | ------ | ------ | ------ | ------ | ------ | ------ | ------ |
| Voyageurs | 82 376 | 68 497 | 48 176 | 40 255 | 39 575 | 45 483 | 57 553 | 59 760 | 63 320 |

## Service des voyageurs

### Accueil
Halte SNCF, c'est un point d'arrêt non géré (PANG) à accès libre.

### Desserte
Vervins est desservie par des trains TER Hauts-de-France, express ou omnibus, qui effectuent des missions entre les gares de Laon et d'Hirson ou d'Aulnoye-Aymeries.

### Intermodalité
Le stationnement des véhicules est possible à proximité de la halte.